# Mathbaria Upazila
Mathbaria Upazila är ett underdistrikt i Bangladesh. Det ligger i den södra delen av landet, 160 km söder om huvudstaden Dhaka. 
Trakten runt Mathbaria Upazila består till största delen av jordbruksmark. Runt Mathbaria Upazila är det mycket tätbefolkat, med 1 056 invånare per kvadratkilometer.